# Nicolas Curien (mathématicien)
Pour les articles homonymes, voir Nicolas Curien et Curien.
Nicolas Curien est un mathématicien français spécialiste des probabilités, né le 16 juillet 1985 à Remiremont. Depuis 2014, il est professeur à l’université Paris-Saclay.
Nicolas Curien est lauréat de plusieurs prix en mathématiques, dont le prix Marc-Yor en 2022.

## Biographie
Nicolas Curien est né le 16 juillet 1985 à Remiremont en France.
En 2011, Nicolas Curien soutient sa thèse en mathématiques, intitulée Cartes planaires aléatoires et {\displaystyle {\bigl (}{\sqrt {17}}-3{\bigr )}/2}, effectuée sous la direction de Jean-François Le Gall à l'université Paris-Sud (Paris-XI).
De 2012 à 2014, il est chargé de recherche au CNRS à l'université Pierre-et-Marie-Curie (Paris-VI).
Depuis 2014, il est professeur à l'université Paris-Saclay, où il travaille au sein de l'Institut de mathématique d’Orsay.

## Travaux scientifiques
Les travaux de Nicolas Curien concernent principalement la géométrie aléatoire,. Il étudie notamment des modèles de grands graphes aléatoires issus de la physique théorique.
Il a produit à ce jour une soixantaine de publications, dont de nombreuses collaborations.

## Prix et distinctions
- 2015 : Prix Rollo-Davidson.
- 2016 : Cours Peccot au Collège de France.
- 2016 : Membre Junior de l'Institut universitaire de France[6].
- 2019 : Cours à l'École d'été de probabilités de Saint-Flour (de)[7].
- 2019 : Grand prix Jacques-Herbrand de l'Académie des sciences.
- 2022 : Prix Marc-Yor de la Société mathématique de France[8].